# Peetie Wheatstraw
Peetie Wheatstraw (* 21. Dezember 1902 in Ripley, Tennessee, USA als William Bunch; † 21. Dezember 1941 in St. Louis, Missouri, USA) war ein US-amerikanischer Blues-Pianist, Gitarrist, Sänger und Songschreiber, der in den 1930er Jahren große Popularität genoss. Er nannte sich selbst den „Schwiegersohn des Teufels“ (The Devil’s Son-In-Law) oder den „Obersheriff der Hölle“ (High Sheriff of Hell).

## Leben und Karriere
Über seine jungen Jahre ist wenig bekannt. Seine Familie zog kurz nach seiner Geburt nach Cotton Plant in Arkansas. Bereits früh lernte er, Piano und Gitarre zu spielen. 1927 begann er ein Leben als Wandermusiker. 1929 kam er nach Saint Louis in Missouri, wo er für den Rest seines Lebens als Musiker blieb. Er gab sich den Künstlernamen Peetie Wheatstraw (aus einer afroamerikanischen Legende) und schuf den Teufels-Mythos, um das Publikumsinteresse zu steigern.
Nach dem Vorbild des von ihm bewunderten Duos Leroy Carr (Piano) und Scrapper Blackwell (Gitarre) spielte Wheatstraw mit vielen Größen des Blues zusammen, darunter mit den Gitarristen Lonnie Johnson, Kokomo Arnold, Charley Jordan, Bumble Bee Slim, Charlie McCoy sowie den Pianisten Barrelhouse Buck McFarland und Champion Jack Dupree. Häufig trat er auch allein auf, wobei er sich vornehmlich auf dem Piano begleitete. Ab 1930 nahm er im Laufe der Jahre über 170 Plattenseiten auf. Zu seinen bekanntesten Stücken gehören Four o’Clock in the Morning und Tennessee Peaches Blues.
Wheatstraw beeinflusste viele bedeutende Blues-Musiker, etwa Robert Johnson, der einige Titel von Wheatstraw zu eigenen Songs umarbeitete. So wurde z. B. aus dem King of Spades die Little Queen of Spades. Peetie Wheatstraw starb 1941 auf der Höhe seiner Karriere an seinem 39. Geburtstag: sein Wagen wurde in St. Louis von einem Zug erfasst.
Dem Schriftsteller Ralph Ellison diente Peetie Wheatstraw als Vorbild für Figuren in seinen Romanen Invisible Man und Juneteenth.

## Auszeichnungen
- 2008: aufgenommen in die Blues Hall of Fame